# 罗伯特·查尔斯·加洛
罗伯特·查尔斯·加洛（英語：Robert Charles Gallo，1937年3月23日—），美国病毒学家。早期研究白血病，后转向肿瘤病毒的研究。

## 生平
生于康涅狄格州沃特伯里。

## 学术研究
加洛最出名的贡献是发现第一个人类逆转录病毒——人類嗜T淋巴球病毒一型，以及嗜人T细胞病毒2型病毒。1983年，他几乎同时与吕克·蒙塔尼耶、弗朗索瓦丝·巴尔-西诺西 发现了嗜人T细胞3型病毒，后来被称为人体免疫缺陷病毒，即引起愛滋病的病毒。他还研究了细胞因子白细胞介素2，1986年研究了小儿急疹的病原体人类疱疹6型病毒。

## 奖项和荣誉
1982年获拉斯克基础医学研究奖，1987年获盖尔德纳国际奖。